# デューイ (駆逐艦)
デューイ (USS Dewey, DD-349) は、アメリカ海軍の駆逐艦。ファラガット級駆逐艦の1隻。艦名はジョージ・デューイ大元帥にちなむ。
第二次世界大戦において太平洋で運用された。真珠湾攻撃にて損傷を免れ、珊瑚海海戦にて空母「レキシントン」が撃沈されるまで護衛した。その後、ガダルカナル島における戦闘及び第二次ソロモン海戦を通じて空母「サラトガ」を護衛した。サンフランシスコでの修理・補修後、1943年にアラスカの海域でアッツ島とキスカ島の攻撃を支援した。1944年にマーシャル、キャロライン、マリアナ沖海戦において空母の護衛及び攻撃の支援を行った。フィリピンの奪還中にコブラ台風によって被害を受けた後、硫黄島の侵攻を支援し、その後は終戦まで補給艦の護衛にあたった。

## 艦歴
「デューイ」は1934年7月28日にバス鉄工所にて1932年12月16日起工、1934年10月4日に就役した。キューバのグアンタナモ湾とハイチのポルトープランスで訓練を行った後、1935年4月1日にバージニア州ノーフォークからカリフォルニア州サンディエゴに向けて出航し、4月14日に入港した。1938年まで、サンディエゴを母港として主に戦闘演習、艦隊演習に参加した。その後西海岸に沿って北はアラスカから南はペルーのカヤオまで航行した。1939年1月4日から4月12日まで、大西洋の艦隊強化のため大西洋に配備された。その後1939年10月12日に真珠湾に入港し、1941年まで再び演習に参加した。

### 第二次世界大戦
1941年12月7日、日本による真珠湾攻撃時、船体のメンテナンスを受けていた「デューイ」は敵機に対して対空砲撃を行い、その日の午後ハワイ海域の哨戒に出た。12月15日、第11任務部隊に参加し、12月23日に日本軍に占領されたウェーク島の海軍及び海兵隊を救援した。その後は哨戒任務に戻った。
1942年2月、「デューイ」はラバウルへの攻撃が計画されたため再び第11任務部隊に加わった。部隊は日本軍の哨戒機2機によって発見・報告され18機の日本の爆撃機が出撃した。「デューイ」は日本軍爆撃機への迎撃を支援し、ラバウル攻撃は中止となった。3月10日のパプアニューギニアとサラマウアへの攻撃において空母「レキシントン (USS Lexington, CV-2) 」を警護し、3月26日に真珠湾に戻った。
第11任務部隊はソロモン諸島での作戦のために1942年4月15日に真珠湾から出撃した。5月5日、日本軍がポートモレスビーへ進軍しているとの報告があり、「デューイ」が所属する部隊は珊瑚海海戦で空母「ヨークタウン (USS Yorktown, CV-5) 」の護衛に加わった。「レキシントン」が激しい攻撃を受けた際に「デューイ」は対空砲火に加わり、5人の乗組員が敵の機銃掃射で負傷した。「レキシントン」は爆撃による火災が消化不能となり自沈、「デューイ」は生存者112名を救助した。「デューイ」は5月12日に「ヨークタウン」をヌメアまで護衛し、5月25日に空母「エンタープライズ (USS Enterprise, CV-6) 」を護衛して真珠湾に戻った。
「デューイ」は3日後に「エンタープライズ」の任務部隊に加わり出航した。ミッドウェー海戦では6月2日から6日まで参加し、この間は給油艦「プラット(USS Platte, AO-24) 」を護衛した。6月9日に真珠湾に戻り、6月22日から29日の間にミッドウェーの航空戦隊に空母が合流する際、「デューイ」は空母「サラトガ (USS Saratoga, CV-3) 」を護衛した。8月7日、ガダルカナル島上陸の際急降下爆撃機に対して対空砲火を行い、1人の乗組員が負傷した。「デューイ」は損傷した駆逐艦「ジャービス (USS Jarvis, DD-393) 」を曳航し、輸送艦「ジョージ・F・エリオット(USS George F. Elliott, AP-13) 」の生存者のうち40人を救助した。
「デューイ」は補給線と通信線を保護するためにソロモンに留まり、1942年8月24日の第二次ソロモン海戦において「サラトガ」を護衛した。8月31日の潜水艦の魚雷で損傷した「サラトガ」を真珠湾まで護衛し、9月23日に入港した。6日後、サンフランシスコで修理・補修を受けるために出航した。1942年12月27日、「デューイ」はアラスカ海域での任務に就いた。デューイはアムチトカ島で座礁した姉妹艦「ウォーデン (USS Worden, DD-352) 」を曳航しようとしたが、曳航に失敗し、船体の放棄を余儀なくされた際に生存者を救助した。1943年4月7日、「デューイ」はサンペドロに向けて出航し、5月11日の攻撃のため部隊を護衛した。更に、8月15日にキスカに上陸した後、戦車揚陸艦の部隊をサンフランシスコまで護衛し、9月19日に到着した。

### 1944年
1944年1月13日にサンディエゴから出航した「デューイ」は1月31日にクェゼリン沖に到着し、2月11日のマジュロでの空母攻撃と2月18日のエニウェトクへの侵攻の際に護衛を務めた。「デューイ」はエニウェトク、ロイ、マジュロの間の護送船団を護衛し、3月17日から18日にミリ環礁を砲撃した。3月22日から6月6日まで、第58任務部隊の護衛に就き、4月21日と22日のホーランジアの戦い及び4月29日から5月1日までのトラックにおける戦闘にてパラオ、ヤップ島、ウルシー環礁、ウォレアイ環礁の攻撃に参加した。6月6日、6月11日にテニアン島とサイパン島を攻撃する空母を護衛するために航海し、6月13日と14日にサイパン島とテニアン島を爆撃が行われた。マリアナ諸島上陸時には、6月19日と20日のフィリピン海戦で空母を護衛し、塹壕を掘ることを余儀なくされた数人のパイロットと乗組員を救助した。
「デューイ」はグアムの侵攻のために1944年7月1日に輸送艦の護衛に加わった。7月28日までに偵察部隊への火力支援、潜水艦隊の作業補助、夜間の擾乱射撃などを実施し、ピュージェット・サウンド海軍造船所で短期間の船体補修を受けた。
「デューイ」は1944年9月30日に出航し、10月10日に第3艦隊の補給部隊に加わった。フィリピン攻撃のための補給作戦で部隊を護衛したが、12月18日の台風により第3艦隊は甚大な被害を被った。「デューイ」は正午までに航行能力を失い、船体は75度以上傾斜した。1945年2月8日、ウルシー環礁での修理が完了した後、艦隊に復帰し、2月17日に硫黄島に到着した。そこで給油艦「パタクセント (USS Patuxent, AO-44) 」の消火作業を援護し、さらに2月19日に島を襲撃する海兵隊を支援した。
1945年3月4日から6日までレイテ島へ護送船団を護衛した後、「デューイ」は沖縄戦において再び補給部隊に加わり、空母に燃料を補給する際に補給艦を護衛した。
1945年10月19日に退役となり、1946年12月20日にスクラップとして売却された。 
「デューイ」は第二次世界大戦中の功績により13個の従軍星章を受章した。